# Olof Tillman
Olof Tillman, född 4 juni 1878 i Dala-Floda, Floda socken, Dalarna, död där 8 oktober 1962, var en framstående svensk spelman, kompositör och folkmusikbevarare.

## Biografi
Föräldrarna var Isakes Olof Olsson (1855–1927), kallad "Isakes Olar", även han framstående spelman, och Isakes Anna Nilsdotter (1853–1938). Även Isakes Olofs far Lenas Olov Olsson (1825–1856), och farbror Lenas Erik Olsson (1836–1908), kallad "Lirum", var spelmän.
Olofs yngsta syster Kerstin, kallad "Isakes Kisti" (1899–1984), blev också en duktig spelman, och lärde sig spela av sin far och sin äldsta bror, men hade en helt annan spelstil än sin bror. Man kan anta att hon behållit mer av spelstilen efter fadern.
Olof gifte sig år 1900 med Britta Olsdotter (f. 1878) och fick bland annat fyra söner som också spelade: Olof ”Olle” (1905–1993), spelade fiol, Nils (1911–1989), spelade fiol, dragspel och nyckelharpa, tvillingarna Hilmer, fiol- och klarinettspelare, och Valfrid ”Valle” (f. 1912), dragspelare.
Isakes var gårdsnamnet i byn Forsgärdet, och Olof som var äldsta sonen fick som vanligt var samma förnamn som fadern, och gav i sin tur sin äldste son samma namn. När han omkring 1894 blev soldat i Västerdals kompani, tog han som brukligt var namn efter roten, och här var det Tillmans rote som hörde till Nås socken (Tillman tjänstgjorde som klarinettist, men tyvärr har inga belägg för detta hittats). Därigenom kom det att finnas två stycken spelmän Olof Tillman: den äldre, och den yngre som kallades Olle Tillman.
Under Olofs uppväxt var E.J. Thunstedt kantor och lärare i Dala-Floda, och Olof fick lära sig noter av honom, samtidigt som han spelade mycket ihop med fadern och lärde sig låtar. Det gjorde det möjligt för Tillman att teckna upp låtar, och ett stort antal nothäften är bevarade efter honom. Det ledde också till att han blev upptecknad av Nils Andersson 1907–1908 för Svenska låtar, där det finns ett femtiotal låtar efter honom.

## Karriär
Olof Tillman deltog vid alla fyra riksspelmansstämmorna på Skansen: 1910, 1920, 1927 och 1939. Han spelade upp för Zornjuryn 1933 i Västerås och fick ett silvermärke till; det första fick han 1910. 1935 i Domnarvet tilldelades han Zornmärket i guld. Sonen Olle tog där silvermärket. Nils tog silvermärket på Frostavallen 1948, och Hilmer i Mora 1956. Nils och Olle deltog också i riksspelmansstämman 1927, Olle även 1939. Olof spelade ofta ihop med sina söner, främst fiolspelarna, och de hade ett mycket tätt och dansant samspel. De turnerade också i Sverige och deltog på spelmansstämmor över landet. En tid var folkmusik från Dala-Floda liktydigt med Olof Tillman, och på 1950-talet kallade sig Olof och sönerna ibland för Floda spelmanslag. Matts Arnbergs karaktäristik av honom på ett LP-omslag säger en del om detta: ”Han var en bredbent, säker karl med en envis underläpp och en illmarig blick, och han var väl medveten om, att han ända sen början av seklet varit en av de dominerande spelmännen och traditionsbärarna i Västerdalarna.”
Olof komponerade också flera låtar, varav den mest kända är Möckelmyrvalsen, tillkommen 1924. Idag spelas också Midsommargånglåten ofta. Den hittades på 1980-talet bland efterlämnade noter.

## Inspelningar
Tillman blev först inspelad av Yngve Laurell på vaxcylinder, 5 låtar, troligen i samband med Riksspelmansstämman på Skansen 1920. Dessa inspelningar finns utgivna på CD. De flesta av Matts Arnbergs inspelningar från 1957 gavs ut på LP 1983, Olof Tillman, och återutgavs 1997 på CD Låtar från Dala-Floda, Enviken & Ore.
Den gamla dansen Huppleken omnämns i en reseskildring från 1853, men vid 1900-tales början höll den på att falla i glömska. Då Floda Skyttegille beslöt att återuppliva gamla seder, och fira komidsommarfest den andra helgen i juli, när traditionellt fäbodkullorna kom hem från fäbodarna, ville man också återuppliva Huppleken. Tillman började forska fram gamla melodier, samtidigt som äldre dansare skapade beskrivningar av dansen. Den kunde sedan framföras som en uppvisningsdans första gången 1904. Dansen byggdes sedan på med flera turer till en hel svit. År 1926 filmades dansen av Ernst Klein från Nordiska museet, när äldre dansare framförde den på Tillmans gårdstun. Även 1962 filmades Huppleken, nu av Sveriges Television, för ett porträtt av Tillman, där han spelar tillsammans med sönerna för dansarna i Floda folkdansgille. Kort tid därefter avled han.